# Dalechampia laevigata
Dalechampia laevigata är en törelväxtart som beskrevs av Paul Carpenter Standley. Dalechampia laevigata ingår i släktet Dalechampia och familjen törelväxter. Inga underarter finns listade i Catalogue of Life.